# Джаковичи (Чайниче)
Джаковичи (серб. Ђаковићи / Đakovići) — населённый пункт (деревня) в общине Чайниче, который принадлежит энтитету Республике Сербской, Босния и Герцеговина. По результатам югославской переписи населения 1991 года в Джаковичах проживало 233 человека. Джаковичи расположены на границе с Сербией и Черногорией.

## Население
В населении деревни преобладают мусульмане (боснийцы), также очень значительна доля сербской национальности.
| 1961                           | 1971 | 1981 | 1991 | - | - | - |
| ------------------------------ | ---- | ---- | ---- | - | - | - |
| 576                            | 491  | 362  | 233  | - | - | - |
| Гистограмма динамики населения |      |      |      |   |   |   |

### Национальный состав населения
На 1991 год:
- сербы — 109 человек (46,78 %)
- хорваты — 0 человек (0,00 %)
- мусульмане — 124 человека (53,22 %)
- югославы — 0 человек (0,00 %)
- другие и неизвестно — 0 человек (0,00 %)